# Prodoretus taediosus
Prodoretus taediosus är en skalbaggsart som beskrevs av Leon Fairmaire 1897. Prodoretus taediosus ingår i släktet Prodoretus och familjen Rutelidae. Inga underarter finns listade i Catalogue of Life.